# Atlantski jezici
Atlantski jezici (privatni kod: atlc), jedna od 3 glavne skupine Atlantsko-kongoanskih jezika. Obuhvaća 64 jezika unutar 3 podskupine
a. Bijago jezici (1) Gvineja Bisau: bidyogo;
b. Sjevernoatlantski jezici  (45) Gvineja Bisau, Senegal, Gvineja: 
b1. Bak (15): balanta-ganja, balanta-kentohe, bandial, bayot, ejamat, gusilay, jola-fonyi, jola-kasa, karon, kerak, kuwaataay, mandjak, mankanya, mlomp, papel;
b2. Cangin (5): lehar, ndut, noon, palor, saafi-saafi;
b3. Istočni Senegal-Guinea (10): badyara, bainouk-gunyaamolo, bainouk-gunyuño, bainouk-samik, bassari, biafada, budik, kasanga, kobiana, wamey;
b4. Mbulungish-Nalu (3): baga mboteni, mbulungish, nalu;
b5. Senegambian (12): fulfulde (7 jezika: Nigerijski fulfulde, nigerski fulfulde centralnog istoka, zapadnonigerski fulfulde, adamawa fulfulde, bagirmi fulfulde, maasina fulfulde i borgu fulfulde) pulaar, pular, serer-sine, gambijski wolof i wolof.
c. Južnoatlantski jezici (18) Gvineja, Sijera Leone: 
c1. Limba (2): limba (2 jezika: središnjeg zapada i istočni);
c2. Mel (15): baga binari, baga kaloum, baga koga, baga manduri, baga sitemu, baga sobané, bom, bullom so, gola, južni kisi, sjeverni kissi, krim, landoma, sherbro, themne;
c3. Sua (1): mansoanka.

## Klasifikacija
Nigrsko-kongoanski
Atlantsko-kongoanski
Atlantski jezici: (64)
a. Bijago (1).
b. sjeverni (45).
c. južni (18).

## Vanjske poveznice
- Ethnologue (14th)
- Ethnologue (15th)